# 구시다 가즈토
구시다 가즈토(일본어: 櫛田 一斗, 1987년 1월 20일~)는 일본의 축구 선수이다.

## 구단 경력
그는 2009년 일본 풋볼 리그의 사가와 인쇄에 입단했다. 그 후 촌부리 FC, 차이낫 혼빌 FC에서 뛰었다. 2019년 J3리그의 이와테 그루자 모리오카로 이적했다.